# Lubocheń
Lubocheń – osada w Polsce położona w województwie kujawsko-pomorskim, w powiecie świeckim, w gminie Drzycim.

## Podział administracyjny i demografia
W latach 1975–1998 miejscowość administracyjnie należała do województwa bydgoskiego. Według Narodowego Spisu Powszechnego (III 2011 r.) liczyła 137 mieszkańców. Jest dziewiątą co do wielkości miejscowością gminy Drzycim.

## Zabytki i pomniki przyrody
Na terenie wsi znajduje się zespół dworsko-parkowy obejmujący dwór z 1. połowy XIX w. oraz park. Na terenie parku 5 drzew ustanowiono pomnikami przyrody w 1993 roku. Są to:
- 2 lipy drobnolistne o obwodach 432 i 463 cm
- 3 dęby szypułkowe o obwodach od 280 do 326 cm